# 혼다 Z 시리즈

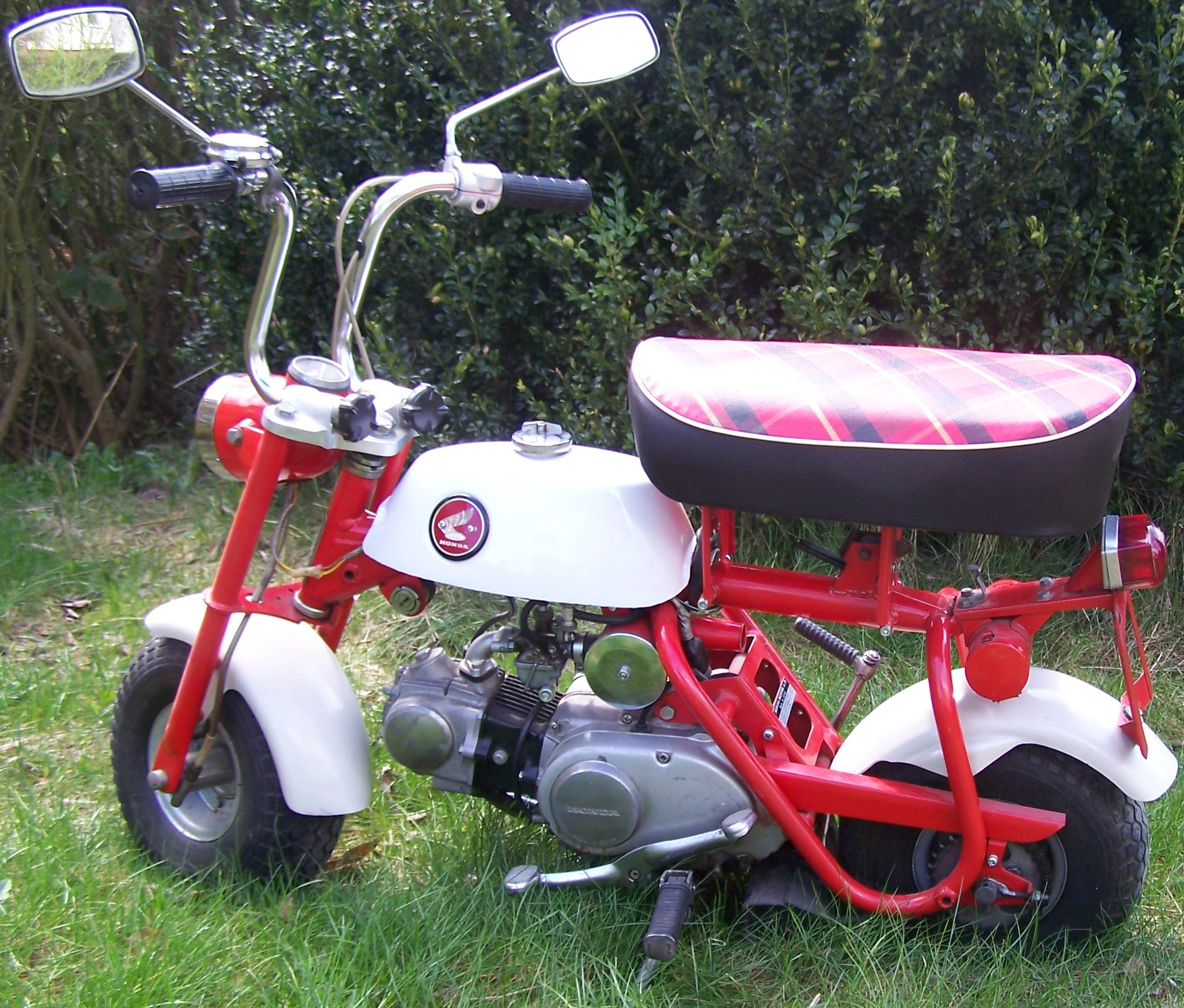
혼다 Z50M

혼다 Z 시리즈(Honda Z series) 또는 몽키 바이크(Monkey Bike)는 문자 Z로 시작하는 모델 번호를 가진 혼다에서 만든 미니바이크 제품군이다. 자전거를 타는 사람들이 "원숭이처럼 보였기 때문에" 몽키 바이크 또는 원숭이 자전거로 알려지게 되었다.

## 배경
혼다 Z 시리즈의 원래 모델은 원래 티마 테크(Tama Tech) 일본 놀이 공원에서 어린이용 놀이기구로 생산된 1961년 프로토타입 혼다 Z100이었다. 결국 이 제품은 정제되어 대량 생산에 들어가 1964년에 유럽 시장에 출시되었다.

## 디자인
대부분의 Z 시리즈 자전거는 편리함과 운송 용이성을 위해 제작된 작고 가벼운 접이식 오토바이이다. 오버헤드 캠이 있는 50cc(3.1cuin) 4행정 엔진이 있다. 일부에는 원심 클러치와 표준 3단 수동 풋 변속 레버가 있어 반자동 변속기가 되는 반면, 다른 일부에는 기존 수동 클러치와 3단 또는 4단 기어박스가 있다.

## 생산 종료
2017년 3월, 혼다 오토바이 사장 카토 치아키(Chiaki Kato)는 일본의 새로운 배기가스 규제 규정으로 인해 Z50 시리즈가 2017년 8월에 단종될 것이라고 발표했다. 이는 소형 배기량 엔진이 충족하기 매우 어려울 것이다. 이 모델은 일본 소비자에게만 제공되는 한정판 50주년 기념 스페셜 에디션 출시와 함께 단종될 예정이었다. 7월 21일부터 8월 21일까지 진행된 온라인 복권을 통해 500대 구매자를 선정했으며, 이는 소비세를 포함해 432,000엔(약 3,900달러)에 판매되었다. Z50의 이 최종 모델은 Z50A(1968)와 Z50AK3(1972)의 측면을 혼합했으며 원래 Z50M을 복제한 격자 무늬 커버 시트와 대부분의 부품은 크롬 도금되었다.